# Břehyňský mlýn
Břehyňský mlýn v Břehyni, části města Doks v okrese Česká Lípa je zaniklý vodní mlýn, který stál v centru obce na Břehyňském potoce pod hrází Břehyňského rybníka. Jeho náhon vedený Břehyňskou průrvou je chráněn jako nemovitá kulturní památka České republiky.

## Historie
Mlýn je připomínán spolu se vsí Břehyně v roce 1460 v listině krále Jiřího z Poděbrad, ve kterém udělil na mlýn právo. Ves postupně zanikla a mlýn se dostal do majetku města Doksy. V roce 1554 při dělení bezdězského panství připadl bělské části; uváděn je zde mlynář Hloušek. V letech 1587–1590 je při něm poprvé zaznamenána existence pily.

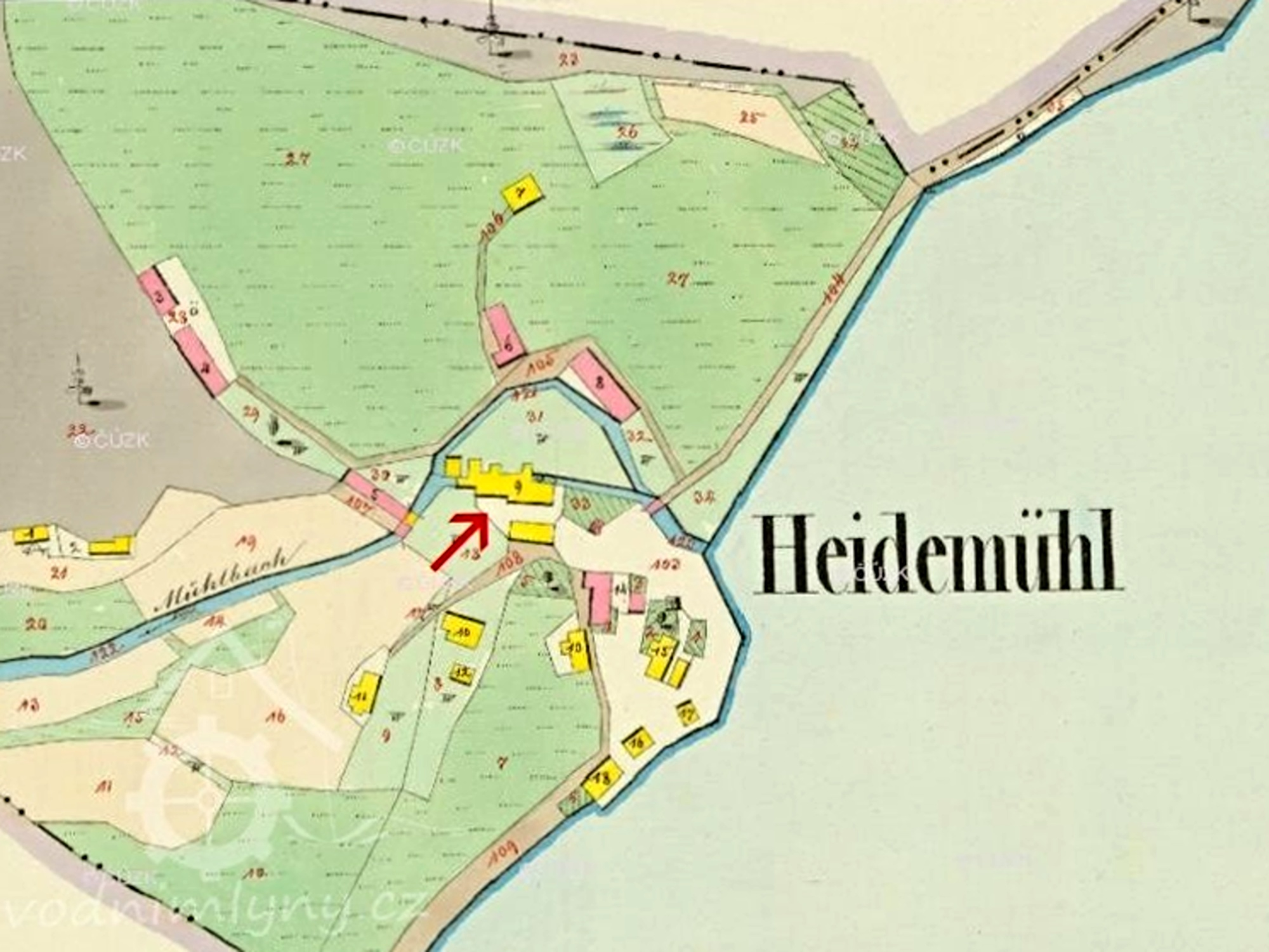
Označení polohy Břehyňského mlýna na tzv. cisařském otisku mapy stabilního katastru z první poloviny 19. století

V letech 1740–1780 dodával mlynář a majitel pily František Wünsch dříví na stavbu pevnosti Terezín. Roku 1799 bylo ve mlýně zřízeno bělidlo na bělení příze a později barvírna plátna na takzvanou tureckou červeň. V roce 1803 byla přistavěna kartounka.
Starý roubený mlýn zanikl v 50. letech 20. století.

### Náhon
Ke mlýnu vedl náhon, známý jako Břehyňská průrva, jehož koryto bylo vytesané v pískovcové skále je hluboké pět až osm metrů, široké 4 metry a dlouhé 30 metrů. Staré stavidlo, které se nachází pod dřevěným trámovým mostkem, se skládá z fragmentů dřevěných trámů. Od koryta vede náhon, vybudovaný z pískovcových kvádrů. Vpravo u hráze byla původně dřevěná výpusť, nahrazená roku 1964 železobetonovou. Za vyústním průrvy pod silnicí se náhon větvil na dvě ramena, přičemž starší jižní rameno, vedoucí ke mlýnu, později zaniklo stejně jako mlýn.

## Popis

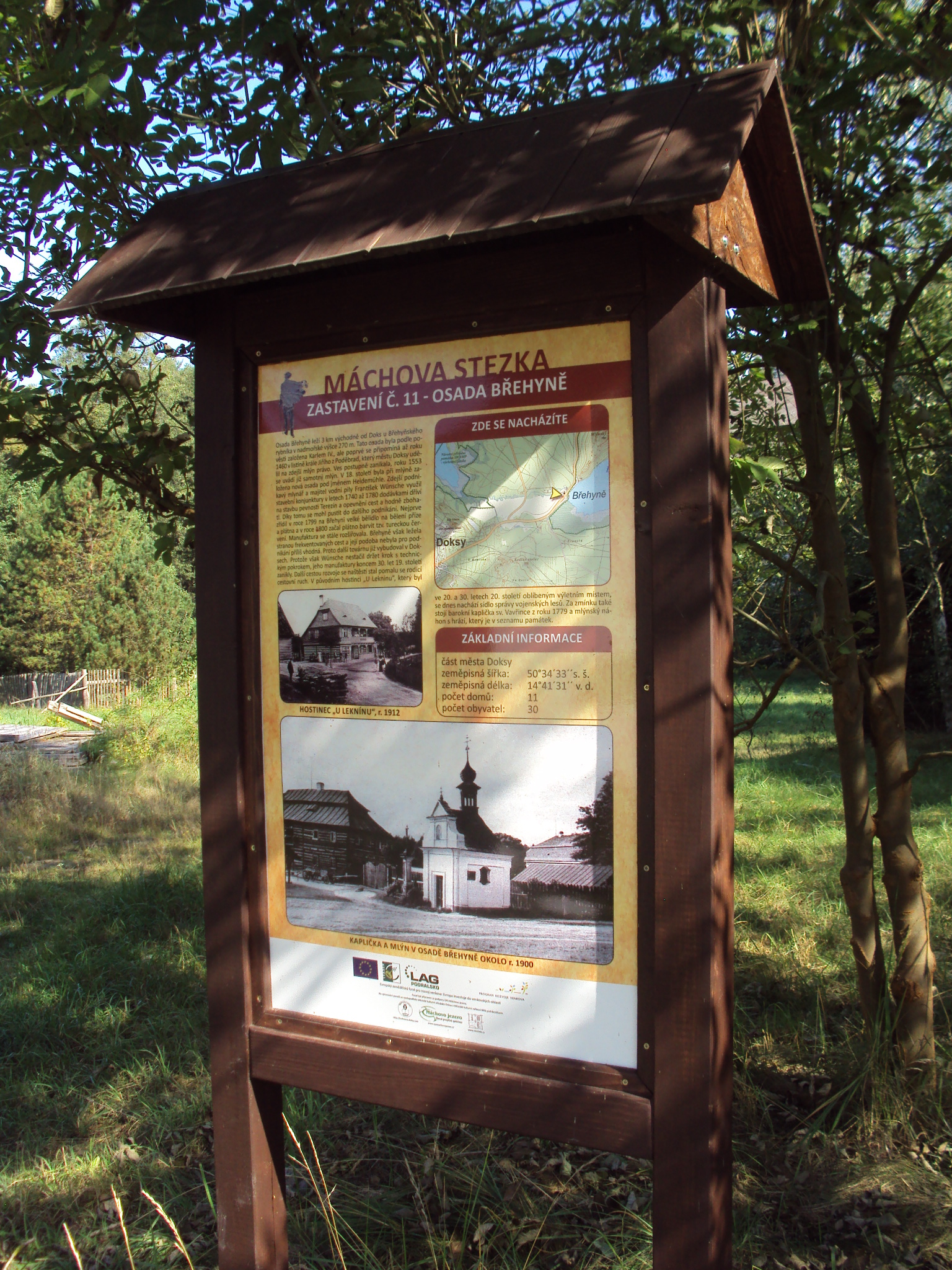
Informační tabule s fotografií a popisem historie mlýna

Mlýn byl roubený, jednopatrový, s mansardovou střechou. Dochovala se z něj podezdívka z pískovcových kvádrů. Jedinou stojící stavbou areálu je objekt čp. 265, který byl postaven jako barvírna.
Voda na vodní kolo vedla náhonem z Břehyňského rybníka průrvou vytesanou v pískovcové skále; přívod vody byl regulován stavidly. V roce 1930 byla ve mlýně 1 Francisova turbína (spád 3,96 m, výkon 14,85 HP).